# 北米局
北米局（ほくべいきょく、英語: North American Affairs Bureau）は、外務省の内部部局の一つ。1979年にアメリカ局から改組して発足。

## 沿革
1979年にアメリカ局が改組されて本局と中南米局となり（境界はメキシコ）、メキシコを含む中南米諸国については中南米局の担当となる。

## 職務
北アメリカ（アメリカ合衆国とカナダ）地域の安定と繁栄の確保を目指し、域内地域・諸国間における未来に向けた友好関係を構築し、望ましい国際環境を確保するという地域別外交の基本目標を基に、以下の施策を行っている。

### 施策
- 未来志向の日米関係の推進
- 未来志向の日加関係の推進
- アメリカ合衆国、カナダとの友好関係の強化
- 日本国とアメリカ合衆国との間の相互協力及び安全保障条約に対する取り組み（本条約のみ、国際法局条約課の管轄ではない）
- 在日米軍などへの取り組み

## 組織
- 局長
- 参事官
- 北米第一課（総合的な外交政策）
- 北米第二課（経済的な外交政策）
- 日米安全保障条約課
  - 日米地位協定室

## 歴代局長
- 上村伸一（1945年：政務局長）
- 安藤義良（1945年：政務局長）
- 岡崎勝男（1946年：総務局長）
- 太田一郎（1947年：総務局長）
- 朝海浩一郎（1948年：総務局長）
- 大野勝巳（1948年：総務局長）
- 島津久大（1949年：政務局長）
- 土屋隼（1951年：欧米局長）
- 武内龍次（1954年：欧米局長事務取扱）
- 稲垣一吉（1955年：欧米局長心得）
- 千葉皓（1955年：欧米局長）
- 千葉皓（1957年：アメリカ局長）
- 森治樹（1957年：アメリカ局長）
- 安藤吉光（1960年：アメリカ局長）
- 竹内春海（1963年：アメリカ局長）
- 安川壮（1965年：北米局長）
- 東郷文彦（1967年：北米局長）
- 吉野文六（1971年）
- 橘正忠（1972年：局長心得）
- 大河原良雄（1972年）
- 山崎敏夫（1974年）
- 中島敏次郎（1977年）
- 浅尾新一郎（1980年）
- 北村汎（1982年）
- 栗山尚一（1984年）
- 有馬龍夫（1988年）
- 松浦晃一郎（1990年～1992年）
- 佐藤行雄（1992年～1994年）
- 時野谷敦（1994年～1995年）
- 折田正樹（1995年～1997年）
- 高野紀元（1997年～1998年）
- 竹内行夫（1998年～1999年）
- 藤崎一郎（1999年～2002年）
- 海老原紳（2002年～2005年）
- 河相周夫（2005年～2007年）
- 西宮伸一（2007年～2009年）
- 梅本和義（2009年～2011年）
- 伊原純一（2011年～2013年）
- 冨田浩司（2013年～2015年）
- 森健良（2015年～2018年）
- 鈴木量博（2018年～2020年）
- 市川恵一（2020年～2022年）
- 河邉賢裕（2022年～2023年）
- 有馬裕（2023年～2025年）
- 熊谷直樹（2025年～）